# Cháy rừng ở Canada 2023
Bắt đầu từ tháng 3 năm 2023 và với cường độ gia tăng từ tháng 6, Canada đã và đang bị ảnh hưởng bởi một loạt vụ cháy rừng đang diễn ra. Tất cả 13 tỉnh bang và lãnh thổ đều bị ảnh hưởng, với các đám cháy lớn ở Alberta, British Columbia, Các Lãnh thổ Tây Bắc, Nova Scotia, Ontario và Québec. Mùa cháy rừng năm 2023 chứng kiến diện tích bị thiêu rụi kỷ lục được ghi nhận trong lịch sử của Canada, vượt qua các mùa cháy rừng năm 1989, 1995 và 2014, cũng như được ghi nhận trong lịch sử Bắc Mỹ, vượt qua mùa cháy rừng Tây Hoa Kỳ tháng 9 năm 2020.
Tính đến ngày 23 tháng 8, 5.900 đám cháy đã thiêu rụi 154.074 kilômét vuông (59.488 dặm vuông Anh; 38.073.000 mẫu Anh), tức khoảng 4% toàn bộ diện tích rừng của Canada và gấp hơn sáu lần mức trung bình các năm 2,50 triệu ha (6,2 triệu mẫu Anh). Vào ngày 23 tháng 8, tổng cộng đã xảy ra 1.040 vụ cháy rừng và 660 vụ trong số đó được coi là "vượt ngoài tầm kiểm soát". Viện trợ quốc tế đã giúp giảm thiểu tác động của đám cháy.
Khói bốc ra từ các vụ cháy rừng đã buộc chính quyền phải phát ra cảnh báo về chất lượng không khí và người dân ở Canada và Mỹ phải đi sơ tán. Đến cuối tháng 6, làn khói đã vượt Đại Tây Dương đến châu Âu.